# Газовая турбина

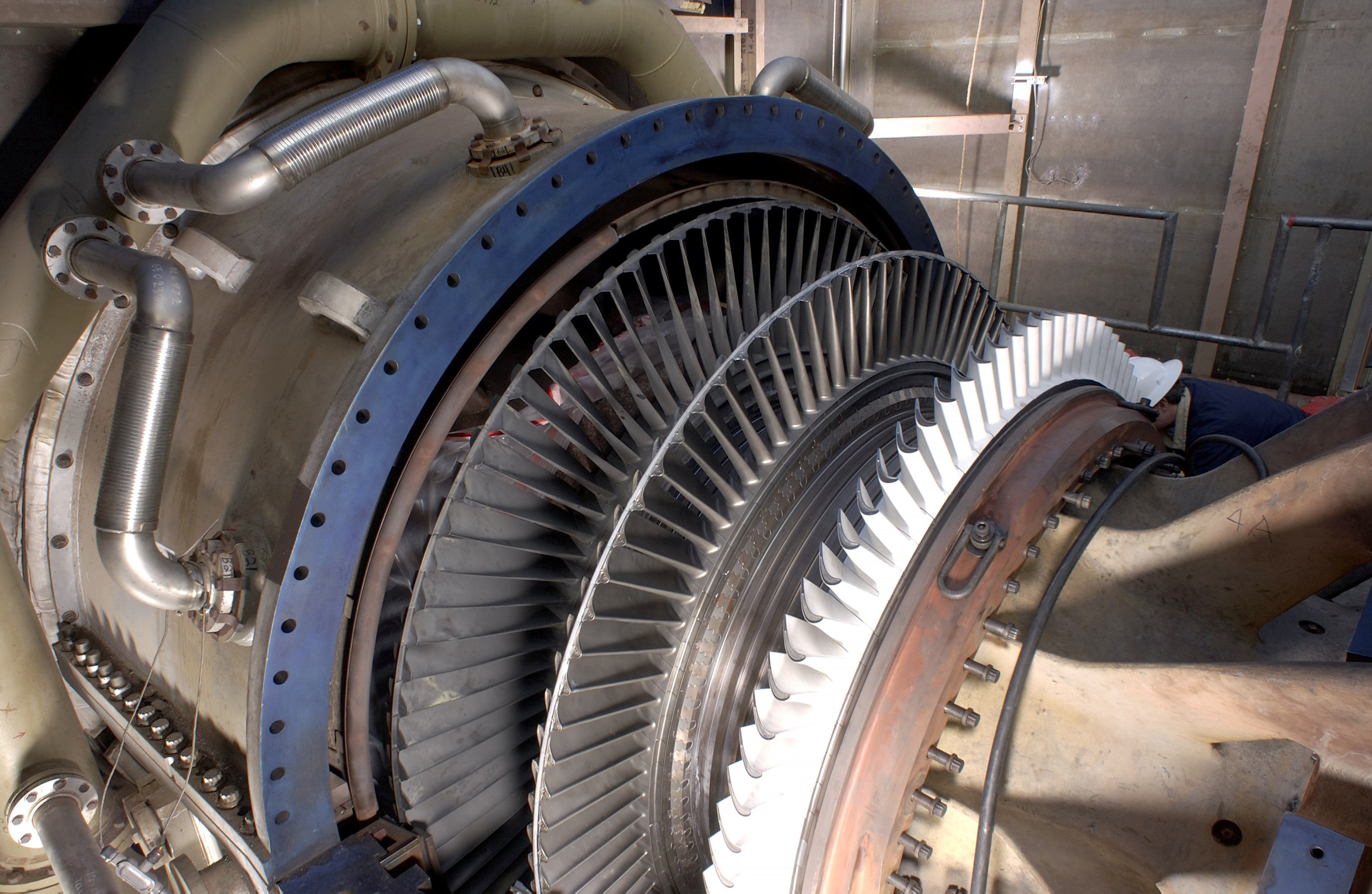
Промышленная газовая турбина в разобранном виде

Га́зовая турби́на (фр. turbine от лат. turbo — вихрь, вращение) — лопаточная машина, в ступенях которой энергия сжатого и/или нагретого газа преобразуется в механическую работу на валу.
Основными элементами конструкции являются ротор (который включает в себя такие элементы как вал, рабочие лопатки, закреплённые на дисках, уплотнения) и статор (который включает в себя такие элементы как направляющие лопатки, закреплённые в корпусе, сам корпус, уплотнения).
Газовые турбины используются в составе газотурбинных двигателей, стационарных газотурбинных установок (ГТУ) и парогазовых установок (ПГУ).

## История
Попытки создать механизмы, похожие на турбины, делались очень давно. Известно описание примитивной паровой турбины, сделанное Героном Александрийским (I век до н. э.). В восемнадцатом веке англичанин Джон Барбер получил патент на устройство, которое имело большинство элементов, присутствующих в современных газовых турбинах. В конце XIX века, когда термодинамика, машиностроение и металлургия достигли достаточного уровня, Густав Лаваль (Швеция) и Чарлз Парсонс (Великобритания) независимо друг от друга создали пригодные для промышленного использования паровые турбины.
Первую в мире газовую реверсивную турбину сконструировал русский инженер и изобретатель Павел Дмитриевич Кузьминский в 1887 году. Его 10-ступенчатая турбина работала на парогазовой смеси, получаемой в созданной им же в 1894 году камере сгорания — «газопаророде». Кузьминский применил охлаждение камеры сгорания водой. Вода охлаждала стенки и затем поступала внутрь камеры. Подача воды снижала температуру и в то же время увеличивала массу газов, поступающих в турбину, что должно было повысить эффективность установки. В 1892 году П. Д. Кузьминский испытал турбину и предложил её военному министерству в качестве двигателя для дирижабля его собственной конструкции. В 1897 году на Петербургском патронном заводе была построена действующая газовая турбина, которую изобретатель готовил к показу на Всемирной выставке в Париже в 1900 году, однако не дожил до неё несколько месяцев.
Одновременно с Кузьминским опыты с газовой турбиной (в качестве перспективного двигателя для торпед) проводил также Чарлз Парсонс, однако вскоре пришёл к выводу, что имеющиеся сплавы из-за низкой жаропрочности не позволяют создать надёжный механизм, который приводился бы в движение струёй раскалённых газов либо парогазовой смесью, после чего сосредоточился на создании паровых турбин.

## Принцип работы
Газ под высоким давлением поступает через сопловой аппарат турбины в область низкого давления, при этом расширяясь и ускоряясь. Далее, поток газа попадает на рабочие лопатки турбины, отдавая им часть своей кинетической энергии и сообщая лопаткам крутящий момент. Рабочие лопатки передают крутящий момент через диски турбины на вал. Газовая турбина чаще всего используется как привод генераторов.
Механически газовые турбины могут быть значительно проще, чем поршневые двигатели внутреннего сгорания. Более сложные турбины (которые используются в современных турбореактивных двигателях), могут иметь несколько валов, сотни турбинных и статорных лопаток, а также обширную систему сложных трубопроводов, камер сгорания и теплообменников.
Упорные подшипники и радиальные подшипники являются критическими элементами разработки. Традиционно — это были гидродинамические или охлаждаемые маслом шарикоподшипники. Их превзошли воздушные подшипники, которые успешно используются в микротурбинах и вспомогательных силовых установках.

## Типы газовых турбин
Газовые турбины часто используются во многих ракетах на жидком топливе, а также для питания турбонасосов, что позволяет использовать их в легковесных резервуарах низкого давления, хранящих значительную сухую массу.

### Промышленные газовые турбины для производства электричества

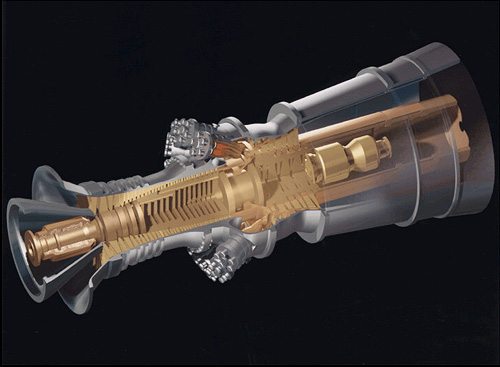
Газотурбинный двигатель GE серии H. Тепловой КПД парогазовой установки, построенной на базе данной 480-мегаваттной турбины, составляет 60 %.

Отличие промышленных газовых турбин от авиационных в том, что их массогабаритные характеристики значительно выше, они имеют каркас, подшипники и лопастную систему более массивной конструкции. По размерам промышленные турбины варьируются от монтируемых на грузовики мобильных установок до огромных комплексных систем. Чаще всего газовые турбины в электростанциях применяются в комбинированном парогазовом цикле, подразумевающем выработку пара остаточным теплом выхлопных газов в котле-утилизаторе с последующей подачей пара на паровую турбину для дополнительной выработки электроэнергии. Такие установки могут иметь высокий КПД — до 60 %. Кроме того, газовая турбина может работать в когенераторных конфигурациях: выхлоп используется для подогрева воды систем теплоснабжения для нужд ГВС и отопления, а также с использованием абсорбционных холодильных машин для систем хладоснабжения. Одновременное использование выхлопа для получения тепла и холода называется режимом тригенерации. КПД таких установок — газотурбинных ТЭЦ может быть очень высоким и доходить до 90 %, но эффективность их применения напрямую зависит от потребности в тепловой энергии, которая непостоянна в течение года и зависит от погодных условий.
Газовые турбины простого цикла могут выпускаться как для большой, так и для малой мощности. Одно из их преимуществ — способность входить в рабочий режим в течение нескольких минут, что позволяет использовать их как мощность во время пиковых нагрузок. Поскольку они менее эффективны, чем электростанции комбинированного цикла, они обычно используются как пиковые электростанции и работают от нескольких часов в день до нескольких десятков часов в год, в зависимости, от потребности в электроэнергии и генерирующей ёмкости. В областях с недостаточной базовой нагрузкой и на электростанциях, где электрическая мощность выдается в зависимости от нагрузки, газотурбинная установка может регулярно работать в течение большей части суток.

### Микротурбины
Отчасти успех микротурбин обусловлен развитием электроники, делающей возможной работу оборудования без вмешательства человека. Микротурбины применяются в самых сложных проектах автономного электроснабжения.

## Преимущества и недостатки газотурбинных двигателей
Преимущества
- Очень высокое отношение мощности к весу, по сравнению с поршневым двигателем.
- Возможность получения большего количества пара при работе (в отличие от поршневого двигателя)
- В сочетании с паровым котлом и паровой турбиной — более высокий КПД по сравнению с поршневым двигателем. Отсюда — использование их в электростанциях.
- Перемещение только в одном направлении, с намного меньшей вибрацией, в отличие от поршневого двигателя.
- Меньшее количество движущихся частей, чем у поршневого двигателя.
- Существенно меньше выбросов вредных веществ, по сравнению с поршневыми двигателями
- Низкая стоимость и потребление смазочного масла.
- Низкие требования к качеству топлива. ГТД потребляют любое горючее, которое можно распылить: газ, нефтепродукты, органические вещества и пылеобразный уголь.
- Высокая манёвренность и диапазон регулирования.

Недостатки
- Стоимость намного выше, чем у аналогичных по размерам поршневых двигателей, поскольку материалы, применяемые в турбине, должны иметь высокую жаростойкость и жаропрочность, а также высокую удельную прочность. Токарная обработка и производство деталей более сложные;
- При любом режиме работы имеют меньший КПД, чем поршневые двигатели (КПД на номинальной нагрузке — до 39 %, при этом официальные данные по поршневым двигателям — 41—42 %). Требуют дополнительной паровой турбины для повышения КПД.
- Низкий механический и электрический КПД (потребление газа более чем в 1,5 раза больше на 1 кВт·ч электроэнергии, по сравнению с поршневым двигателем)
- Резкое снижение КПД на малых нагрузках (в отличие от поршневого двигателя)
- Необходимость использования газа высокого давления, что обуславливает необходимость применения дожимных компрессоров с дополнительным расходом энергии и падением общей эффективности системы.
- Высокие эксплуатационные нагрузки, следствием которых является использование дорогих жаропрочных сплавов.
- Более медленный пуск, чем у поршневых двигателей внутреннего сгорания.
- Существенное влияние пусков-остановок на ресурс.

Эти недостатки объясняют, почему дорожные транспортные средства, которые меньше, дешевле и требуют менее регулярного обслуживания, чем танки, вертолеты и крупные катера, не используют газотурбинные двигатели, несмотря на неоспоримые преимущества в размере.